# علي رضا حيدر
علي رضا حيدر (مواليد 1 أكتوبر 2005) في النجف، هو لاعب كرة قدم عراقي يلعب مع نادي الطلبة. مثّل منتخب العراق لكرة القدم.